# Rot (Einheit)

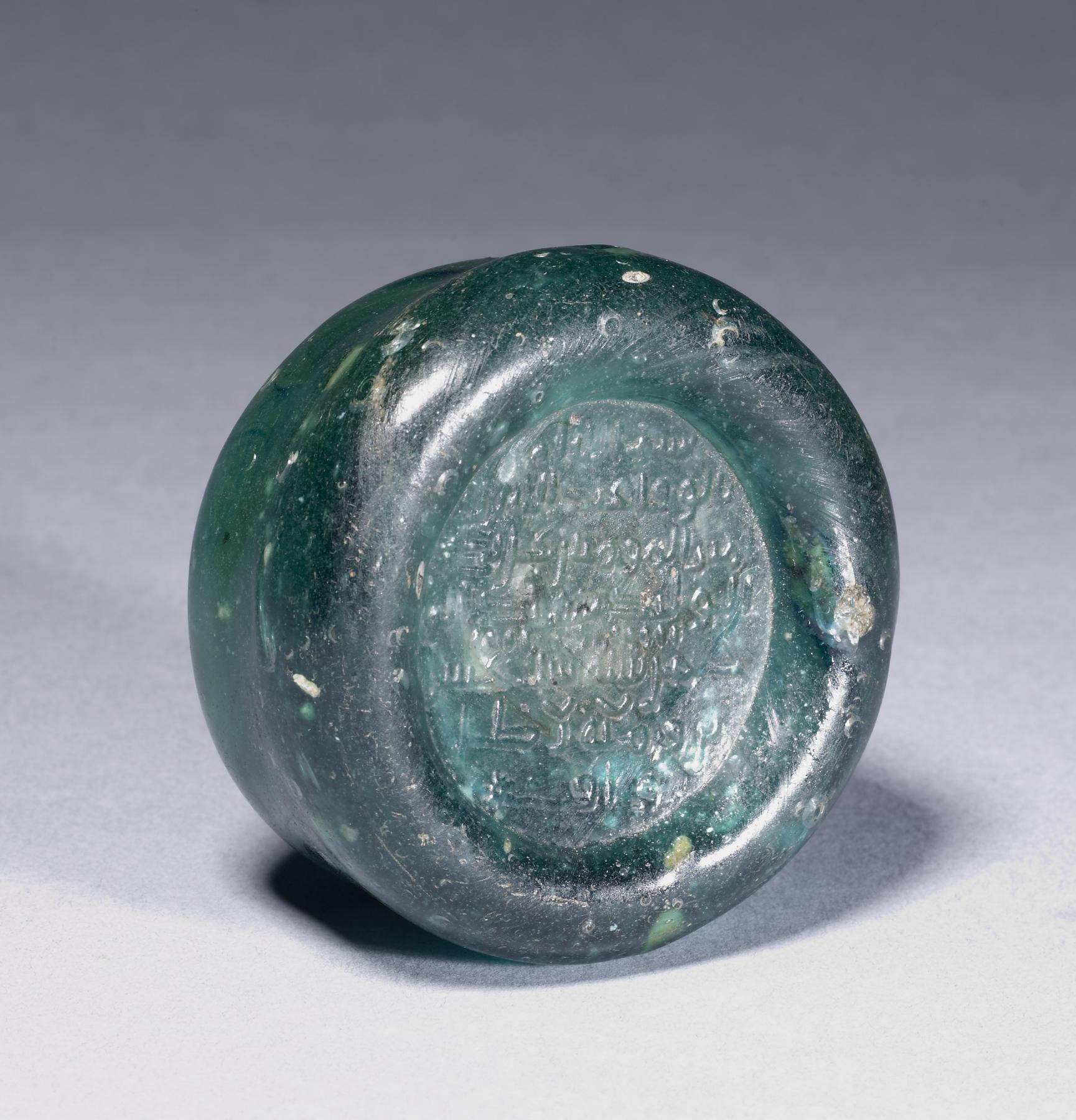
Ratl-Gewicht aus der Omajjadenzeit

Rot war ein arabisches Gold- und Silbergewicht. Sehr unterschiedlich waren die Gewichte zwischen Kairo und Damaskus.
- In Kairo war 1 Rot = 9285 As (1 holländ. = 0,048 Gramm) = 445,68 Gramm
- In Damaskus war 1 Rot = 46421 As (holländ.) = 2228,21 Gramm